# Franz Georg Stammann
Franz Georg Stammann (* 15. April 1799 in Hamburg; † 11. März 1871 ebenda) war ein deutscher Architekt.

## Leben
Franz Georg Stammann war ein Sohn des Hamburger Ratszimmermeisters Johann Christoph Stammann (1759–1813), der aus Ulm stammte. Er hatte zwei Schwestern, darunter Mathilde (1809–1896), die den Altonaer Kaufmann Carl Theodor Arnemann geheiratet hatte, und sechs Brüder, darunter der Arzt Johann Andreas Christoph Stammann (1794–1887), der Maurermeister Eduard Stammann (1805–1854) und der Architekt Friedrich Stammann (1807–1880).
Stammann lernte das Zimmererhandwerk bei Zimmermeister Stauffer in Hamburg und besuchte dort die Zeichenschule des Architekten Christian Friedrich Lange. Nach seiner Lehrzeit arbeitete er zunächst als Geselle in Lübeck und studierte dann Architektur bei Gustav Friedrich von Hetsch und Christian Frederik Hansen an der Bauschule in Kopenhagen. Es folgten Aufenthalte in St. Petersburg, wo er unter dem Architekten Czerny arbeitete, sowie in Wien. Dort besuchte er die Polytechnische Schule und die Universität. Zudem begab er sich auf Studienreisen nach Italien, Frankreich, England, Belgien und Holland. Nach etwa zehnjähriger Abwesenheit kehrte er 1826 nach Hamburg zurück, legte seine Meisterprüfung als Zimmerer ab und ließ sich als Zimmermeister und Architekt nieder. Stammann errichtete zahlreiche Bauten in Hamburg sowie einige Landhäuser und Schlösser in Schleswig-Holstein.
Er war 1859 Gründungsmitglied des Architekten- und Ingenieurverein Hamburg, dessen Vorsitz er bis zu seinem Ableben innehatte. Zudem war er Mitglied des Kunstvereins sowie der Lesegesellschaft Athenäum und gehörte der Bibliothekskommission der Patriotischen Gesellschaft an. In der St.-Jakobi-Kirche engagierte sich Stammann 1843 als Adjunkt und war von 1844 bis 1870 Hundertachtziger.

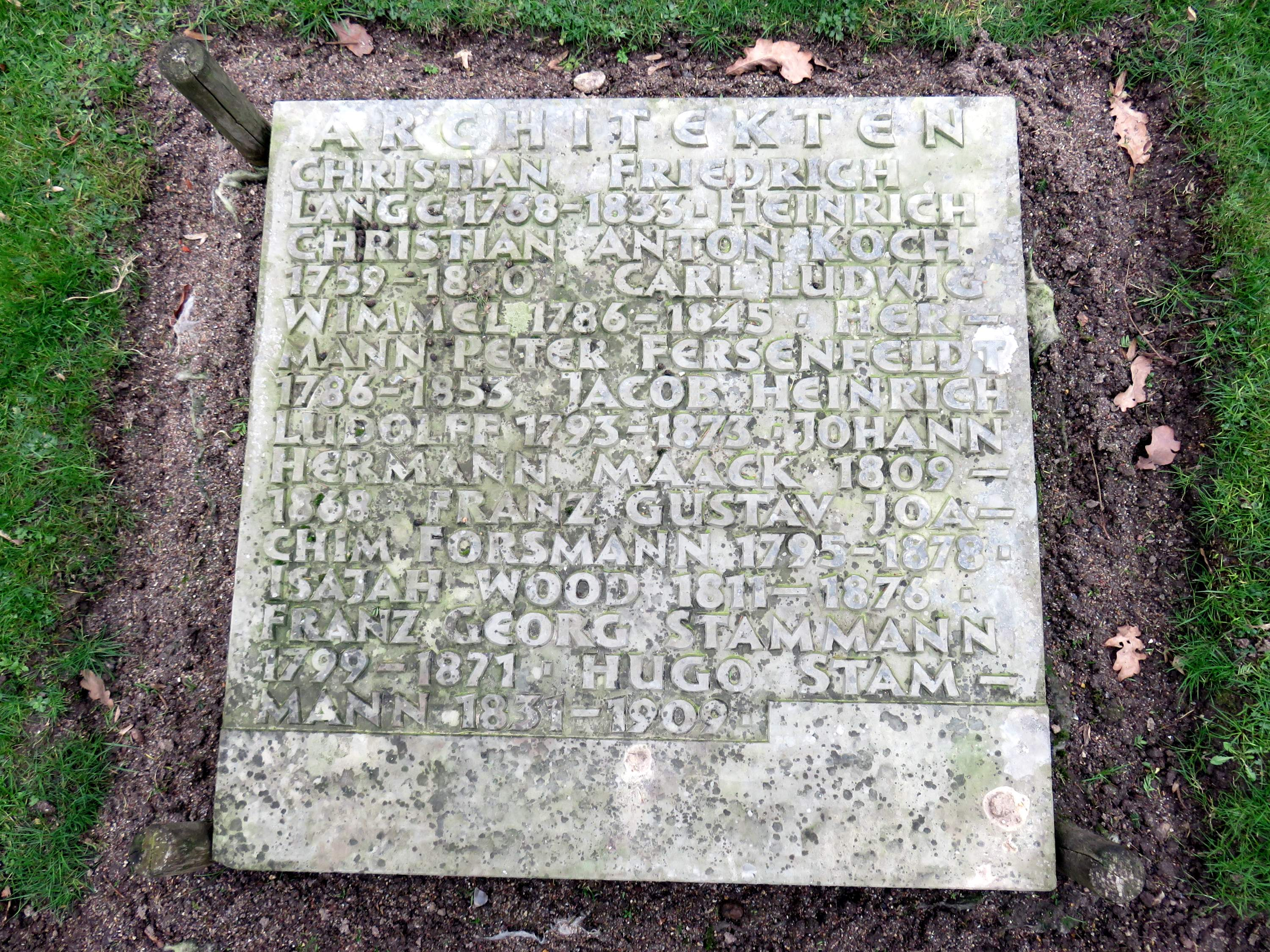
Grabmaltafel Althamburgischer Gedächtnisfriedhof Ohlsdorf

Stammann wurde in die Hamburger Konstituante gewählt, lehnte jedoch die von den Mitgliedern verlangte Eidesleistung ab. Von 1859 bis 1871 war er  Mitglied der Hamburgischen Bürgerschaft. Während dieser Zeit gehörte er dem Bürgerausschuss an.
Franz Georg Stammann heiratete 1828 Lisette Christiane Steinmetz (1806–1870), mit der er drei Söhne und zwei Töchter hatte.  Sein Sohn Hugo Stammann (1831–1909) war ebenfalls  Architekt und wurde sein Nachfolger. Die beiden weiteren Söhne waren der Richter am Landgericht Hamburg Carl Stammann (1829–1883) und der Hanseatische Konsul in China Oskar Stammann (1836–1873). Seine Tochter Thekla (1833–1895) war seit 1853 mit dem Rechtsanwalt Johannes Versmann verheiratet, der 1887 Hamburger Bürgermeister wurde. Die Tochter Olga (* 1835) heiratete 1855 den Kaufmann Henry Gobert (1829–1897). Der Hamburger Senator Johann Otto Stammann war sein Neffe.
Stammann wurde am 14. März 1871 auf dem Jakobikirchhof in Hamburg bestattet. Am Grab würdigte Carl Heinrich Remé den Verstorbenen im Namen des Architektenvereins. Im Bereich des Althamburgischen Gedächtnisfriedhofs des Ohlsdorfer Friedhofs wird auf dem Sammelgrabmal Architekten an Franz Georg Stammann erinnert.

Festhalle des dritten Norddeutschen Musikfest

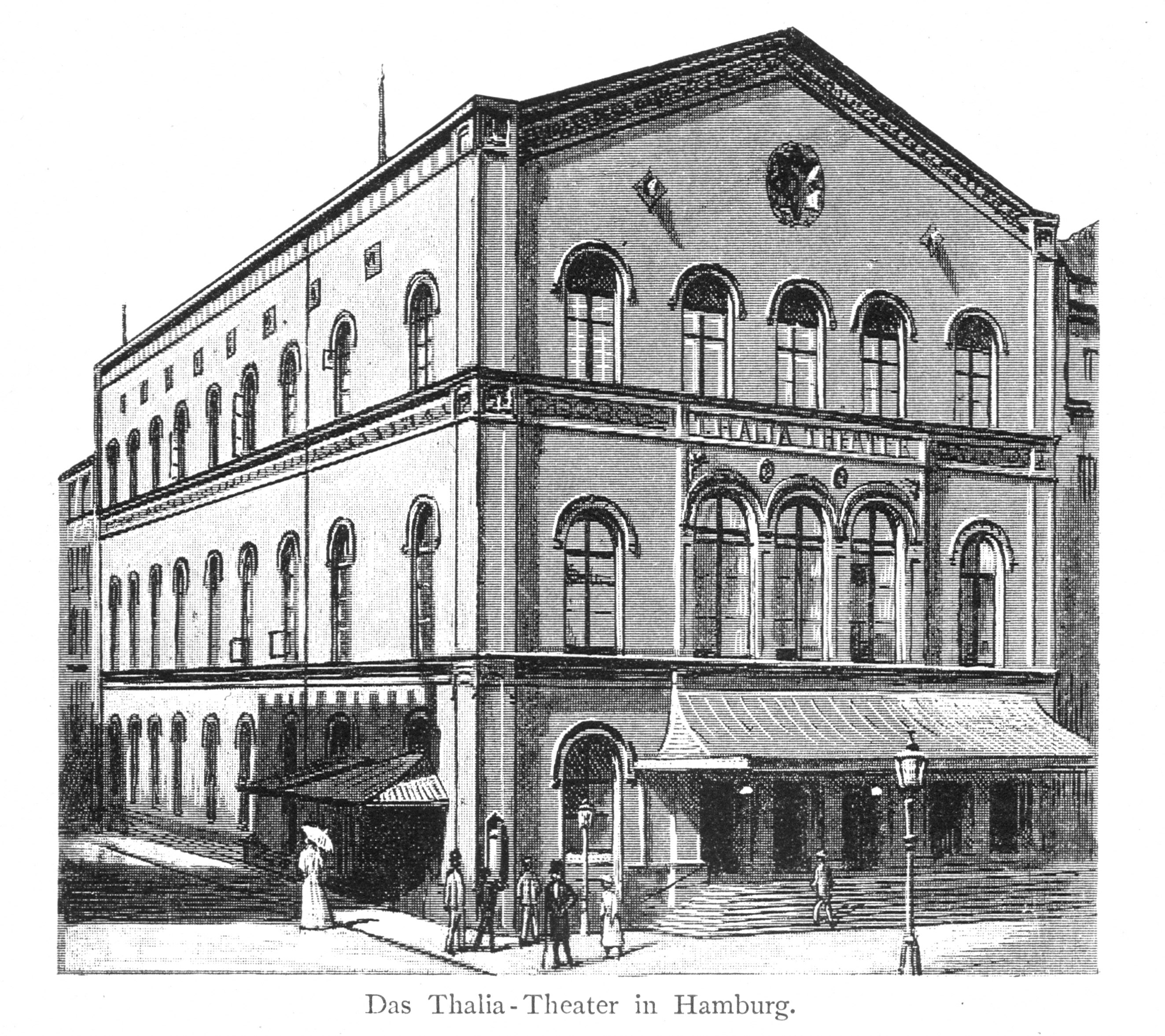
Thalia Theater

## Bauten
Einige der Bauten, die von Stammann in Hamburg errichtet wurden:
- Speicher am Alten Wandrahm[2]
- Festhalle für das dritte Norddeutsche Musikfest 1841
- Pavillon („Walhalla“) an der Ecke Neuer Jungfernstieg und Lombardsbrücke, später am selben Ort drei Wohngebäude („Umgestürzte Kommode“)[3]
- Thalia Theater, gemeinsam mit Auguste de Meuron[4]
- Haus Neuer Wall Nr. 39 („Commetersches Haus“)[5]
- Haus Jungfernstieg Nr. 12 („Bramfeldsches Haus“)[6]
- Eckhaus Ferdinandstraße und Gertrudenstraße
- Hotel zur Sonne an der Ecke Neuer Wall und Adolphsbrücke